# Pseudopontonides principis
Pseudopontonides principis is een garnalensoort uit de familie van de Palaemonidae. De wetenschappelijke naam van de soort is voor het eerst geldig gepubliceerd in 1980 door Criales.